# Feux d'artifice imbibés
Feux d'artifice imbibés (titre original : Drunken Fireworks) est une nouvelle de Stephen King parue initialement  le 30 juin 2015 sous forme de livre audio aux éditions Simon & Schuster Audio, puis dans le recueil Le Bazar des mauvais rêves en novembre de la même année.

## Résumé
Deux familles passant leurs étés sur les bords d'un lac du Maine se livrent à une compétition annuelle de feux d'artifice le soir du jour de l'Indépendance. Cette rivalité tout d'abord amicale va échapper à tout contrôle.

## Genèse
La nouvelle est parue tout d'abord le 30 juin 2015 sous forme de livre audio aux éditions Simon & Schuster Audio, et a été incluse par la suite dans le recueil Le Bazar des mauvais rêves en novembre de la même année.